# Liste des districts dans le borough londonien de Redbridge
Ceci est une liste des districts du Borough londonien de Redbridge.
Les zones du code postal de Redbridge sont E, IG, RM.

Redbridge dans le Grand Londres

## Districts
| District         | Ville postale           | Zone postal/District | Coordonnées                 | OS grid ref  |
| ---------------- | ----------------------- | -------------------- | --------------------------- | ------------ |
| Aldborough Hatch | ILFORD                  | IG2                  | 51° 35′ 01″ N, 0° 06′ 04″ E | TQ455895     |
| Aldersbrook      | LONDRES                 | E11, E12             | 51° 33′ 49″ N, 0° 02′ 04″ E | TQ411871     |
| Barkingside      | ILFORD                  | IG6                  | 51° 35′ 09″ N, 0° 05′ 04″ E | TQ445895     |
| Chadwell Heath   | ROMFORD, DAGENHAM       | RM6, RM8             | 51° 34′ 33″ N, 0° 08′ 38″ E | TQ485885     |
| Clayhall         | ILFORD                  | IG5                  | 51° 35′ 26″ N, 0° 03′ 37″ E | TQ428899     |
| Cranbrook        | ILFORD                  | IG1                  | 51° 34′ 05″ N, 0° 03′ 56″ E | TQ431872     |
| Fairlop          | ILFORD                  | IG6                  | 51° 36′ 00″ N, 0° 05′ 00″ E | TQ449906     |
| Fullwell Cross   | ILFORD                  | IG6                  | 51° 35′ 37″ N, 0° 05′ 06″ E | TQ4440790420 |
| Gants Hill       | ILFORD                  | IG2                  | 51° 34′ 37″ N, 0° 04′ 19″ E | TQ435885     |
| Goodmayes        | ILFORD, ROMFORD         | IG3, RM6             | 51° 33′ 30″ N, 0° 06′ 43″ E | TQ465865     |
| Hainault         | ILFORD, CHIGWELL        | IG6, IG7             | 51° 36′ 13″ N, 0° 05′ 15″ E | TQ445915     |
| Ilford           | ILFORD, LONDRES         | IG1, IG6             | 51° 33′ 32″ N, 0° 05′ 08″ E | TQ445865     |
| Little Heath     | ROMFORD                 | RM6                  | 51° 35′ 04″ N, 0° 07′ 03″ E | TQ4669689451 |
| Loxford          | ILFORD                  | IG1                  | 51° 32′ 53″ N, 0° 04′ 55″ E | TQ444852     |
| Newbury Park     | ILFORD                  | IG2                  | 51° 34′ 36″ N, 0° 05′ 10″ E | TQ445885     |
| Redbridge        | ILFORD                  | IG4                  | 51° 34′ 34″ N, 0° 03′ 07″ E | TQ428883     |
| Seven Kings      | ILFORD                  | IG3                  | 51° 34′ 03″ N, 0° 05′ 52″ E | TQ455875     |
| Snaresbrook      | LONDRES                 | E11                  | 51° 35′ 13″ N, 0° 00′ 52″ E | TQ395895     |
| South Woodford   | LONDRES                 | E18                  | 51° 35′ 36″ N, 0° 01′ 33″ E | TQ405905     |
| Wanstead         | LONDRES                 | E11                  | 51° 34′ 40″ N, 0° 01′ 43″ E | TQ405885     |
| Woodford         | WOODFORD GREEN, LONDRES | IG8, E18             | 51° 36′ 17″ N, 0° 01′ 47″ E | TQ405915     |
| Woodford Bridge  | WOODFORD GREEN          | IG8                  | 51° 36′ 23″ N, 0° 03′ 21″ E | TQ4234191795 |
| Woodford Green   | WOODFORD GREEN          | IG8                  | 51° 36′ 18″ N, 0° 01′ 12″ E | TQ405915     |

## Référence
- (en) Cet article est partiellement ou en totalité issu de l’article de Wikipédia en anglais intitulé « List of districts in the London Borough of Redbridge » (voir la liste des auteurs).